# Pseudochromis flavivertex
Pseudochromis flavivertex är en fiskart som beskrevs av Rüppell, 1835. Pseudochromis flavivertex ingår i släktet Pseudochromis och familjen Pseudochromidae. Inga underarter finns listade i Catalogue of Life.